# Beisinghausen
 Beisinghausen ist ein Ortsteil der Gemeinde Eslohe im nordrhein-westfälischen Hochsauerlandkreis. Mitte 2023 hatte der Ort 91 Einwohner.

## Geographie
Die Ortschaft liegt etwa 1 km südwestlich von Reiste im Naturpark Sauerland-Rothaargebirge. Nachbarortschaften sind Bremke, Landenbeck, Kirchilpe, Reiste und Twismecke.

## Geschichte

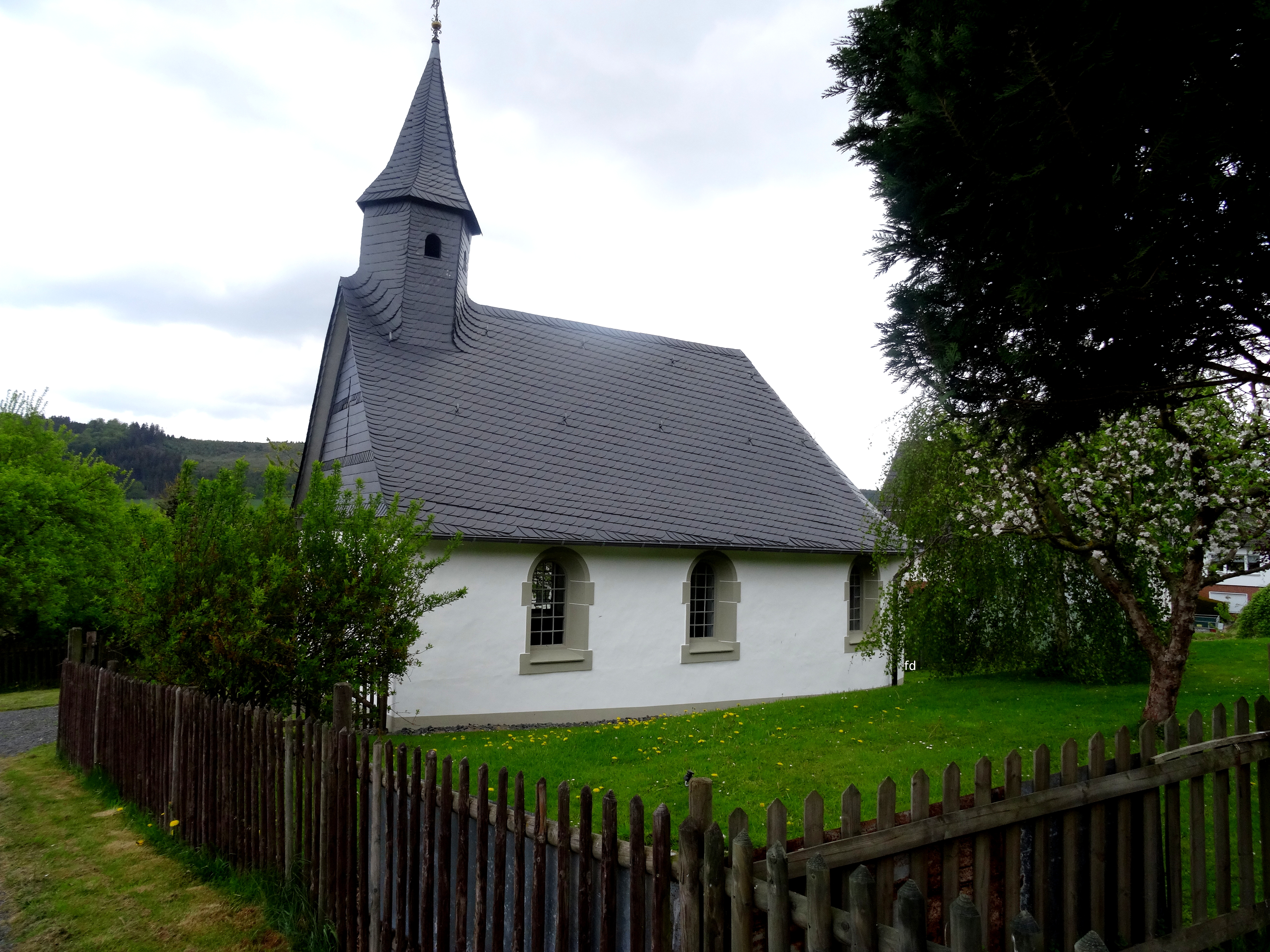
Kapelle St. Margaretha

Beisinghausen, damals „Bosinchhusen“, wurde erstmals 1314 urkundlich erwähnt. In „Boysinchusen“ bzw. „Bosinchusen“ befanden sich mehrere Hufe des Stiftes Meschede.
Frühe Anhaltspunkte über die Größe des Ortes ergeben sich aus einem Schatzungsregister (diente der Erhebung von Steuern) für das Jahr 1543. Demnach gab es in „Boesinckhaußen (Beisinghausen)“ 9 Schatzungspflichtige; die Zahl dürfte mit den damals vorhandenen Höfen bzw. Häusern übereingestimmt haben. Der Ort gehörte bis Ende 1974 zur eigenständigen Gemeinde Reiste im Amt Eslohe.
Seit dem 1. Januar 1975 ist Beisinghausen ein Ortsteil der erweiterten Gemeinde Eslohe. Die denkmalgeschützte Kapelle St. Margaretha wurde am 22. Juli 1983 in die Liste der Baudenkmäler in Eslohe eingetragen.